# Пйотр Олешьніцький із Сєнна
Пйотр із Сєнна, Олешьніци, Риманова; Пйотр Олешьніцький із Сєнна гербу Дембно (пом. між 1455 і 1457) — державний діяч Королівства Польського, маршалок надвірний (1439), ловчий сандомирський (1441—1455).

## Життєпис
Народився Пйотр на переломі XIV—XV століть у сім'ї, на той час, лицаря короля Владислава Яґайла Добєслава Олешьніцького та Катажини, доньки маршалка великого коронного Дмитра з Ґорая. Мав 12 братів, 5 з яких померли молодими, та 3 сестри.
На початку липня 1431 року, під час зборів польського війська біля Городла, перед початком Луцької війни, король та більшість польських лицарів вислали князю Свидригайлу виповідні листи, зокрема, спільний лист вислали сини войніцького каштеляна Добєслава Олешьніцького Пйотр і Ян із Сєнна. Ймовірно, Пйотр брав участь у цій військовій виправі.
У квітні 1439 року Пйотр згадується як надвірний маршалок.
На початку 1441 року він уперше згадується на посаді ловчого сандомирського, займав її, принаймні, до середини літа 1455 року. Після цього згадки про нього в документах зникають. Його наступник на цій посаді згадується вперше 1457 року. Імовірно, помер десь між 1455 і 1457 роками.

## Маєтності
Принаймні, протягом 1443—1454 років Пйотр Олешьніцький був власником міста Риманова разом із своєю матір'ю Катажиною, протягом 1447—1449 років був дідичем Хрусліни 1454 року Пйотр заставив Валовиці за 150 гривень Янові Скоковському.